# Skala Mala
Koordinati:   43°54′36″N, 15°15′52″E
Skala Mala je nenaseljen otoček v Kornatih. Otoček leži med otočkoma Glavoč in Kurba Mala, okoli 0,3 km vzhodno od Skale Velike. Površina otočka je 0,038 km², dolžina obale meri 0,81 km. Najvišji vrh je visok 10 mnm.